# Cantó de Vic-sur-Seille
El cantó de Vic-sur-Seille és un cantó francès del departament del Mosel·la, situat al districte de Château-Salins. Té 14 municipis i el cap és Vic-sur-Seille.

## Municipis
- Bezange-la-Petite
- Bourdonnay
- Donnelay
- Juvelize
- Lagarde
- Ley
- Lezey
- Maizières-lès-Vic
- Marsal
- Moncourt
- Moyenvic
- Ommeray
- Vic-sur-Seille
- Xanrey

## Història
| Data d'elecció                           | Identitat       | Partit                         | Qualitat |
| ---------------------------------------- | --------------- | ------------------------------ | -------- |
| 1945-1955                                | Jules Wolff     | Divers droite, després RPF     |          |
| 1955-1967                                | M. Doyen        | Divers droite                  |          |
| 1967-1971                                | Albert Woerther | Divers droite                  |          |
| 1971-1979                                | Jean Durain     | Divers droite, després UDF-CDS |          |
| 1979-                                    | Philippe Leroy  | UMP                            |          |
| les dades anteriors no són pas conegudes |                 |                                |          |
|                                          |                 |                                |          |

## Demografia
| A partir de 1990 : Població sense dobles comptes |